# Крістіан Енгстрем
Ларс Крістіан Енгстрем (швед. Christian Engström, нар. 9 лютого 1960 року, Стокгольм) — шведський програміст, активіст і політичний діяч. Заступник голови Піратської партії Швеції. Депутат Європейського парламенту (2009—2014).

## Освіта і кар'єра
Народився в Стокгольмі. 1983 року він закінчив Стокгольмський університет з дипломом з математики та інформатики. Під час навчання Енгстрем викладав об'єктно-орієнтоване програмування на мові Симула. Починаючи з 1978 року, він підробляв у невеликій кампанії, що спеціалізувалася на пошуках фонетичної подібності торгових знаків. Після закінчення навчання він перейшов на постійну роботу в цій організації. 1987 року Енгстрем став партнером, а 1991 року — віцепрезидентом кампанії. 1997 року вона була продана провідної організації з пошуку торгових марок, CompuMark. Енгстрем залишався на посаді до 2001 року, коли покинув CompuMark, створивши власну консалтингову фірму Glindra AB.

## Активістська та політична діяльність
П'ять років Енгстрем працював волонтером в Організації безкоштовної інформаційної інфраструктури (FFII), виступаючи проти патентів на програмне забезпечення. Він брав участь у кампанії проти розпорядження ЄС про патенти на ПЗ, відхиленій Європейським парламентом у липні 2005 року. Він також був співзасновником і заступником голови шведського відділення FFII.
Наприкінці 80-х Енгстрем вступає в Народну партію лібералів. Він був судовим асесором партії в Окружному суді Стокгольма з 1992 до 1998 роки і брав активну участь у політиці Броми, західного району Стокгольма. Він залишив Народну партію лібералів 1 січня 2006 року, після заснування Піратської партії Швеції.